# Wes Borland
Wes Borland, (né le 7 février 1975) est un auteur, compositeur, et interprète américain. Il est connu pour être le guitariste du groupe de Nu metal Limp Bizkit, et le leader du groupe de Rock industriel Black Light Burns. Il fait également du dessin, de la sculpture et de la peinture ; il a réalisé la plupart des pochettes de Limp Bizkit, et de Black Light Burns. Parallèlement à ses activités au sein de ces formations il intègre en 2014 un jeune groupe de rock basé à Los-Angeles, Qween Kwong (en), avec lequel il donne toute une série de concerts aux États-Unis et en Europe durant l'année 2015,. Il est classé 15e des 25 guitaristes les plus bizarres de tous les temps par le magazine de musique américain Guitar World.

## Biographie
En 1996, Borland est recruté par Sam Rivers et Fred Durst pour devenir le guitariste de leur groupe Limp Bizkit.
Il est très vite exclu pour incompatibilité d'humeur mais Fred Durst, se rendant compte de son apport indéniable[non neutre], le réintègre rapidement. Il devient alors l'âme du groupe, œuvrant dans l'ombre du Frontman.
En 1998 il crée Big Dumb Face avec son frère Scott Borland. Cependant, avec le succès des albums Significant Other puis Chocolate Starfish and the Hot Dog Flavored Water, le groupe prend une voie plus commerciale et formatée. Aussi Borland décide de quitter le groupe pour se lancer dans d'autres projets (Eat the Day avec son frère, puis The Damning Well).
Ces différents projets tournent en rond. Pendant quelques mois il collabore notamment avec le groupe A Perfect Circle, puis décide de réintégrer Limp Bizkit en 2005. Il avouera plus tard avoir refusé d'être le guitariste de Nine Inch Nails ou encore le remplaçant de Troy Van Leeuwen (A Perfect Circle).
De cette nouvelle collaboration naîtra The Unquestionable Truth (Part 1). Ce come-back ne sera finalement qu'un baroud d'honneur puisque, lassé d'attendre que les autres membres reprennent le chemin des studios, Borland quitte de nouveau Limp Bizkit en 2006 et déclare qu'il ne travaillera plus jamais dans ce groupe.
Il se plonge alors dans un nouveau projet solo appelé Black Light Burns aux côtés de Danny Lohner.
En 2008, Borland rejoint le groupe Fear and the Nervous System avec Munky (James Shaffer) de Korn.
En août 2008, il rejoint le groupe Marilyn Manson en tant que guitariste, cependant, sa place n'est que provisoire, il devra faire ses preuves sur scène pour convaincre Marilyn Manson[réf. nécessaire].
Le 12 février 2009, le site officiel du groupe Limp Bizkit annonce le retour de Wes pour une tournée et l'enregistrement d'un nouvel album.
Le 4 octobre 2013, il participe à la cérémonie d'ouverture des Worlds Final 2013 du jeu vidéo League of Legends au Staple Center de Los Angeles.
Le 9 août 2021, Limp Bizkit annule la fin d'une tournée, après que Wes Borland ait contracté le Covid-19.
En avril 2022, Borland a été recruté par Danny Elfman pour se produire avec son groupe au Coachella Festival.

## Personnalité artistique

### Philosophie
Son approche de la musique et de la guitare reposent davantage sur l'intuition et l'expérimentation, que sur une compréhension théorique et réfléchie des règles musicales et de composition. Borland explique dans une interview : "J'ai essayé plusieurs fois dans ma vie de m'intéresser à la théorie musicale, et je n'y arrive pas. Je joue à l'oreille. Je ne comprends pas pourquoi les choses fonctionnent...Je tombe accidentellement sur ce que je compose, peu importe ce que j'écris pourvu que ce qui sonne soit intéressant."

### Style de jeu
Son jeu de guitare se caractérise par une expressivité sonore et mélodique qui se détache d'une démonstration technique classique et traditionnellement associée à la musique metal. Chez Borland, il ne s'agit pas de produire le plus de notes le plus vite possible, ni de faire un solo systématique par morceau mais plutôt de jouer sur la texture du son produit avec son instrument ; aussi bien en son saturé avec sa whammy bar, qu'en son clair avec ses pédales de delay. Il préfère se focaliser sur la musicalité plutôt que sur la technicité, plus inspiré par le jeu mélodique de Robert Smith, que par la virtuosité d'Eddie Van Halen ou d'Yngwie Malmsteen. Le musicien s'explique sur la place et l’intérêt qu'il accorde aux solos de guitare  : « J'ai toujours trouvé les riffs et la mélodie fascinants, mais j'ai toujours eu l'impression que les solos avaient quelque chose de typique ou d’égoïste. Je ne sais pas vraiment. Il me semble juste que ce n'est pas la partie la plus importante de la chanson, et que ce n'est pas nécessaire à moins que ça dise quelque chose, que ça apporte quelque chose ».

### Influences
Les influences de Borland dans son jeu de guitare sont variées. Il cite notamment Robert Smith (chanteur et guitariste du groupe The Cure), Dave Matthews (folk), Les Claypool (bassiste rock), Django Reinhardt (jazz manouche) ou encore Wes Montgomery (jazz). Cela étant l'artiste explique que ses influences ne proviennent pas essentiellement des guitaristes, ni des influences d'autres guitaristes, mais plutôt de beats et de bassistes.

### Matériel
Le matériel du musicien n'a guère évolué depuis ses débuts avec Limp Bizkit au milieu des années 1990. Il joue généralement avec des guitares équipées de micros à double bobinage (de marque Ibanez, PRS, Yamaha, Jackson...) et d'un système de locking tremolo. Il a participé à la confection d'une guitare électrique avec la marque Yamaha distribuée à partir de 2007 dans le commerce comme un modèle signature « Wes Borland » , et sous la référence Yamaha CV820WB. Il joue aussi sur certains morceaux avec une basse (une fender Bass VI de 1962) qu'il a transformée en une sorte de guitare à 4 cordes, tant au niveau sonore (remplacement du micro basse par un micro double bobinage guitare) , qu'au niveau de la jouabilité (remplacement du sillet par un sillet guitare, et du chevalet basse par celui d'une télécaster) .
Les pédales qu'utilise et qu'affectionne le plus Wes Borland sont celles de delay.
Le guitariste a longtemps joué sur des amplis de la marque Orange avant de passer en 2012 à ceux de la marque EVH, et plus précisément aux modèles EVH 5150III. C'est à cette époque qu'il quitte la compagnie Yamaha avec laquelle il travaillait pour s'associer à la marque Jackson.
Le musicien confectionne en 2014 avec cette compagnie une nouvelle guitare, qui a la particularité d'être une Jackson King V pour gaucher. Cet instrument était destiné au départ à un client de Jackson. Celui-ci n'ayant pas été satisfait par le travail de la firme, il n'a pas donné suite à sa commande, et son instrument a fini par croiser les mains de Borland. La guitare a été modifiée pour que l'artiste, droitier, puisse en jouer. Des modifications électroniques ont été apportées. Elles ont consisté essentiellement à supprimer 1 des 2 doubles micro, le switch micro, et le potard de tonalité. Borland n'a souhaité conserver du système électronique que le bouton de volume. On retrouve sur cette guitare comme sur la plupart des 6 cordes de l'artiste un dispositif de locking tremolo.
	L'accordage généralement utilisé par Borland est le c# (soit 1 ton et demi en dessous l'accordage classique); permettant d'emblée l'exploitation d'un son plus grave, et plus lourd ; accordage utilisé notamment par des groupes comme A Perfect Circle, ou System of A Down. Son tirant de cordes est du 11-52.

### La scène
Wes Borland est connu pour apparaître maquillé et déguisé sur scène avec Limp Bizkit. Il recouvre son visage, son corps de maquillage, et porte des tenues extravagantes, évoquant par ces artifices des personnages de fiction, d’héroïque fantaisie, d'horreur. Son apparence physique sur scène est d'autant plus remarquable, car les autres membres du groupe sont habillés normalement ; ce qui le distingue à la fois de ses comparses mais aussi des autres groupes de rock connus où tous les membres se déguisent (Kiss, Slipknot, Mudvayne ou plus récemment Ghost). Borland explique dans une interview les origines et les raisons de cet intérêt pour les métamorphoses physiques en concert : « Il me semble que quand j'étais un tout petit garçon, j'ai vu une émission spéciale à la télé sur Kiss. J'ai pensé alors que c'était comme des super héros qui jouaient de la guitare. Je ne suis pas un fan de Kiss, mais c'était comme « Whouaa, c'est génial. »... ça a eu un effet sur moi. J'étais toujours dans les comic books et les super-héros. Je ne me suis jamais maquillé ni déguisé avant d'être dans Limp Bizkit... mon cerveau a juste commencé à me dire : « Tu es un artiste visuel. Tu sais comment sculpter, coudre, et peindre. Utilise ça »...La théâtralité est devenu une sorte de nouveau médium parce que j'avais besoin de créer quelque chose. Mon corps a alors commencé à devenir le médium à travers lequel je pouvais travailler. »

## Discographie

### Limp Bizkit
- 1997 : Three Dollar Bill, Yall
- 1999 : Significant Other
- 2000 : Chocolate Starfish and the Hotdog Flavored Water
- 2005 : greatest hits
- 2005 : The Unquestionable Truth (Part 1)
- 2011 : Gold Cobra
- 2021 : Still Sucks

### Big Dumb Face
- 2001 : Duke Lion Fights the Terror!! (en)
- 2017 : Where Is Duke Lion? He's Dead...
- 2021 : Christmas in the Cave of Dagoth

### Black Light Burns
- 2007 : Cruel Melody (en)
- 2008 : Cover Your Heart and the Anvil Pants Odyssey (en)
- 2012 : The Moment You Realize You're Going to Fall (en)
- 2013 : Lotus Island

### Eat The Day
- 2020 : The Demos (enregistré en 2002)
- 2020 : The Addendum (enregistré en 2002)

### Goatslayer
- 2020 : The Feather Serpent (enregistré en 1993)

### En Solo
- 2016 : Crystal Machete
- 2018 : Matadors and Daughters (EP)
- 2020 : The Astral Hand
- 2023 : Mutiny on the Starbarge

### Filmographie
- 2005 : The Truth With Evan Jealous (Court métrage)
- 2012 : Oddities (TV series) (saison 3 épisodes 15) Lui-même